# Český lékopis
Český lékopis (zkr. ČL, lat. Pharmacopoea Bohemica) je základní farmaceutické dílo normativního charakteru závazné na území České republiky. Přispívá k zajištění bezpečnosti, účinnosti a kvality léčiv. Je připravován Lékopisnou komisí a vydáván Ministerstvem zdravotnictví. Současný Český lékopis obsahuje především články převzaté z Evropského lékopisu, dále pak tzv. národní články, týkající se specifických českých záležitostí.
Český lékopis stanovuje postupy pro výrobu léčivých a pomocných látek, pro výrobu a přípravu léčivých přípravků a pro jejich zkoušení a skladování.

## Historie lékopisů vČesku
Lékopisy mají v Česku tradici z dob habsburské monarchie a Rakouska-Uherska. První lékopis s názvem Pharmacopoea Austriacoprovincialis byl vydán v roce 1774. První vydání Rakouského lékopisu vyšlo v roce 1812, 8. vydání z roku 1906 platilo i na území samostatného Československa s přestávkou let 1941–1945 až do konce roku 1947. Lékopisná komise pro přípravu Československého lékopisu byla ustavena již 4. ledna 1919, nicméně těsně před jeho dokončením byly práce přerušeny německou okupací v roce 1939. 
Od roku 1941 pak na území Protektorátu Čechy a Morava platil Německý lékopis (6. vydání). Stejně platil Homöopathisches ArzneiBuch (HAB 1934).
Po 2. světové válce byla opět ustanovena Lékopisná komise a první vydání Československého lékopisu vyšlo roku 1947. Jelikož se jednalo o rukopis z roku 1937, bylo toto vydání v mnoha ohledech již zastaralé. V roce 1952 byl k němu vydán Doplněk. Další 3 vydání Československého lékopisu následovala v letech 1954 (Dopl. 1959), 1970 (Dopl. 1976) a 1987 (Dopl. 1991).
Latinský název prvních tří vydání Československého lékopisu byl Pharmacopoea Bohemoslovenica, u 4. vydání byl kvůli nebezpečí záměny Slovenska (Slovakia) se Slovinskem (Slovenia) změněn na Pharmacopoea Bohemoslovaca.
Po vzniku samostatné České republiky byl roku 1997 vydán Český lékopis 1997, který vychází z Evropského lékopisu a byl k němu každý následující rok vydán nový Doplněk. V roce 2002 vyšel Český lékopis 2002 a v roce 2005 Český lékopis 2005. Oba rovněž vycházejí z Evropského lékopisu a jsou každoročně doplňovány.
Až do roku 2002 byla závaznost lékopisů dána vyhláškami Ministerstva zdravotnictví. Lékopis vycházel jednak v knižní podobě (využívané v běžné praxi) a zároveň jako příloha příslušné vyhlášky – zejména pro právní účely. Pokud je odkazováno na příslušná ustanovení těchto lékopisů, je třeba citovat dle vyhlášky, zejména pokud jde o čísla stran, nikoliv dle neoficiálního knižního vydání. Po roce 2002 je lékopis vydáván již jen formou knižního vydání a v elektronické podobě. Tento stav změnila novela Zákona č. 79/1997 Sb., o léčivech a o změnách a doplnění některých souvisejících zákonů. Od roku 2008 je Český lékopis vydáván a je závazný pro osoby zacházející s léčivy podle nového Zákona č. 378/2007 Sb., o léčivech a o změnách některých souvisejících zákonů.

## Přehled platných Československých a Českých lékopisů
| Název | Zkratka | Rok vydání                              |
| --- | --- | --------------------------------------- |
| Československý lékopis, vydání první - Doplněk první                                                                        | ČsL 1 - ČsL 1 – Dopl. 1 | 1947 1952                               |
| Československý lékopis, vydání druhé - Změny a doplňky I - Změny a doplňky II - Doplněk první                               | ČsL 2 - ČsL 2 – Dopl. 1 | 1954 1956 1958 1959                     |
| Československý lékopis, vydání třetí - Doplněk první                                                                        | ČsL 3 - ČsL 3 – Dopl. 1 | 1970 1976                               |
| Československý lékopis, vydání čtvrté - Opravy a změny - Doplněk 1991                                                       | ČsL 4 - ČsL 4 – Dopl. 1991 | 1987 1989 1991                          |
| Český lékopis 1997 - Doplněk 1999 - Doplněk 2000 - Doplněk 2001                                                             | ČL 97 - ČL 97 – Dopl. 99 - ČL 97 – Dopl. 2000 - ČL 97 – Dopl. 2001 | 1997 1999 2000 2001                     |
| Český lékopis 2002 - Doplněk 2003 - Doplněk 2004 - Doplněk 2005                                                             | ČL 2002 - ČL 2002 – Dopl. 2003 - ČL 2002 – Dopl. 2004 - ČL 2002 – Dopl. 2005                                                                                             | 2002 2003 2004 2005                     |
| Český lékopis 2005 - Doplněk 2006 - Doplněk 2007                                                                            | ČL 2005 - ČL 2005 – Dopl. 2006 - ČL 2005 – Dopl. 2007 | 2005 2006 2007                          |
| Český lékopis 2009 - Doplněk 2010 - Doplněk 2011 - Doplněk 2012 - Doplněk 2013 - Doplněk 2014 - Doplněk 2015 - Doplněk 2016 | ČL 2009 - ČL 2009 – Dopl. 2010 - ČL 2009 – Dopl. 2011 - ČL 2009 – Dopl. 2012 - ČL 2009 – Dopl. 2013 - ČL 2009 – Dopl. 2014 - ČL 2009 – Dopl. 2015 - ČL 2009 – Dopl. 2016 | 2009 2010 2011 2012 2013 2014 2015 2016 |
| Český lékopis 2017 | ČL 2017 | 2017                                    |

## Obsah lékopisu
Lékopis je rozdělen do 3 částí:
- obecná část – analytické a kontrolní metody;
- tabulky – určené zejména pro lékárenskou praxi;
- speciální část – články k jednotlivým léčivým a pomocným látkám, lékovým formám a léčivým přípravkům.

Články ve speciální části mají latinské názvy, které jsou u léčivých látek mezinárodními nechráněnými názvy. V článcích jsou dále uvedeny názvy v češtině a angličtině, dále pak (u chemických látek) chemické vzorce, systematické názvy, fyzikálně-chemické vlastnosti (např. vzhled, skupenství, teplota tání apod.). Následují zkoušky totožnosti, čistoty a metody stanovení obsahu.

### Český lékopis 2005
- Ministerstvo zdravotnictví ČR. Český lékopis 2005. Praha: Grada, 2005. 3 svazky (3264 s., CD-ROM). ISBN 80-247-1532-5.
- Ministerstvo zdravotnictví ČR. Český lékopis 2005 – Doplněk 2006. Praha: Grada, 2006. 2 svazky (1760 s., CD-ROM). ISBN 80-247-1939-8.
- Ministerstvo zdravotnictví ČR. Český lékopis 2005 – Doplněk 2007. Praha: Grada, 2007. 2 svazky (1888 s., CD-ROM). ISBN 978-80-247-2411-9.

### Český lékopis 2009
- Ministerstvo zdravotnictví ČR. Český lékopis 2009. Praha: Grada, 2009. 3 svazky (3968 s., CD-ROM). ISBN 978-80-247-2994-7.